# Peano-Kurve
Die Peano-Kurve (nach Giuseppe Peano) ist eine raumfüllende Kurve (FASS-Kurve).
Sie ist definiert als der Grenzwert einer Folge von Kurven, die schrittweise konstruiert werden können.
Im zweidimensionalen Fall ist ein Beispiel für eine Peano-Kurve das folgende: Man beginnt mit der Unterteilung eines Quadrats in neun gleich große Quadrate, die in einer S-Kurve durchlaufen werden. Im nächsten Schritt wird jedes dieser Quadrate wieder unterteilt und die entstehenden Quadrate in S-Kurven durchlaufen, die als neue Kurve zusammengehängt werden:
Skaliert man die Kurven auf dieselbe Größe, erhält man als erste vier Schritte:
Setzt man dieses Verfahren der Rekursion fort, erhält man eine Folge von Kurven, die punktweise konvergiert.
Als Grenzwert erhält man die Peano-Kurve, auf der jeder Punkt des Ausgangsquadrats liegt und die unendlich lang ist.
Dieses Verfahren lässt sich leicht auf höhere Dimensionen verallgemeinern. Auch liefert eine stetige surjektive Abbildung {\displaystyle f\colon I\to I^{2}} (mit {\displaystyle I=[0,1]}) wiederum stetige und surjektive Abbildungen {\displaystyle f\times \operatorname {id} _{I^{n-1}}\colon I^{n}\to I^{n+1}}, und durch Verkettung erhält man eine stetige Surjektion {\displaystyle I\to I^{n}} für jede natürliche Zahl {\displaystyle n}.

## Weitere Peano-Kurven
Es existiert auch noch eine weitere flächenfüllende Kurve, die als „Peano-Kurve“ bekannt ist. Ihre Struktur entspricht der Cantor-Diagonalisierung. Dabei wird eine Strecke zwischen zwei Punkten durch das Gebilde der ersten Stufe ersetzt.
|                              |                               |
| Peano-Kurve der ersten Stufe | Peano-Kurve der zweiten Stufe |